# Gyptis bruneli
Gyptis bruneli är en ringmaskart som beskrevs av Pleijel 1998. Gyptis bruneli ingår i släktet Gyptis, och familjen Hesionidae. Inga underarter finns listade i Catalogue of Life.